# Saratowski Państwowy Uniwersytet Rolniczy im. N.I. Wawiłowa
Saratowski Państwowy Uniwersytet Rolniczy im. N.I. Wawiłowa (ros. федеральное государственное бюджетное образовательное учреждение высшего профессионального образования "Саратовский государственный аграрный университет имени Н.И.Вавилова" (ОГРН 1026403670050)) – rosyjska, powstała w 1913 państwowa wyższa uczelnia rolnicza w Saratowie, kształcąca specjalistów agrotechniki; patronem uczelni jest rosyjski biolog, genetyk Nikołaj Wawiłow.

## Statystyki
W uniwersytecie studiuje ponad 20 000 studentów.

## Władze
- rektor cz.p.o. Dmitrij Sołowiew

## Fakultety
- agronomii;
- medycyny weterynaryjnej, żywności i biotechnologii;
- ekonomiki

i inne.